# El Roble (Hidalgo)
El Roble es una localidad de México localizada en el municipio de Mineral de la Reforma en el estado de Hidalgo. La localidad se encuentra conurbada a la ciudad de Pachuca de Soto.

## Geografía
Se encuentra en la región geográfica de la Cuenca de México (Valle de Tizayuca). Le corresponden las coordenadas geográficas 20° 03’ 29.689” de latitud norte y 98° 45’ 28.281” de longitud oeste, con una altitud de 2350 m s. n. m. Cuenta con un clima semiseco templado.
En cuanto a fisiografía se encuentra en la provincia del Eje Neovolcanico, dentro de la subprovincia de Lagos y volcanes de Anáhuac; su terreno es de llanura. En lo que respecta a la hidrografía se encuentra posicionado en la región del Pánuco, dentro de la cuenca del río Moctezuma, y en la subcuenca del río Tezontepec.

## Demografía
En 2020 registró una población de 1058 personas, lo que corresponde al 0.52 % de la población municipal. De los cuales 482 son hombres y 576 son mujeres. La localidad pertenece a la zona Metropolitana de Pachuca.
| Gráfica de evolución demográfica de El Roble entre 2010 y 2020                               |
|                                                                                              |
| Población de los censos y conteos del Instituto Nacional de Estadística y Geografía (INEGI). |